# Barsac (Gironde)
Barsac is een gemeente in het Franse departement Gironde (regio Nouvelle-Aquitaine). De plaats maakt deel uit van het arrondissement Langon. Barsac telde op 1 januari 2022 2.061 inwoners.

## Geografie
De oppervlakte van Barsac bedroeg op 1 januari 2022 14,48 vierkante kilometer; de bevolkingsdichtheid was toen 142,3 inwoners per km².

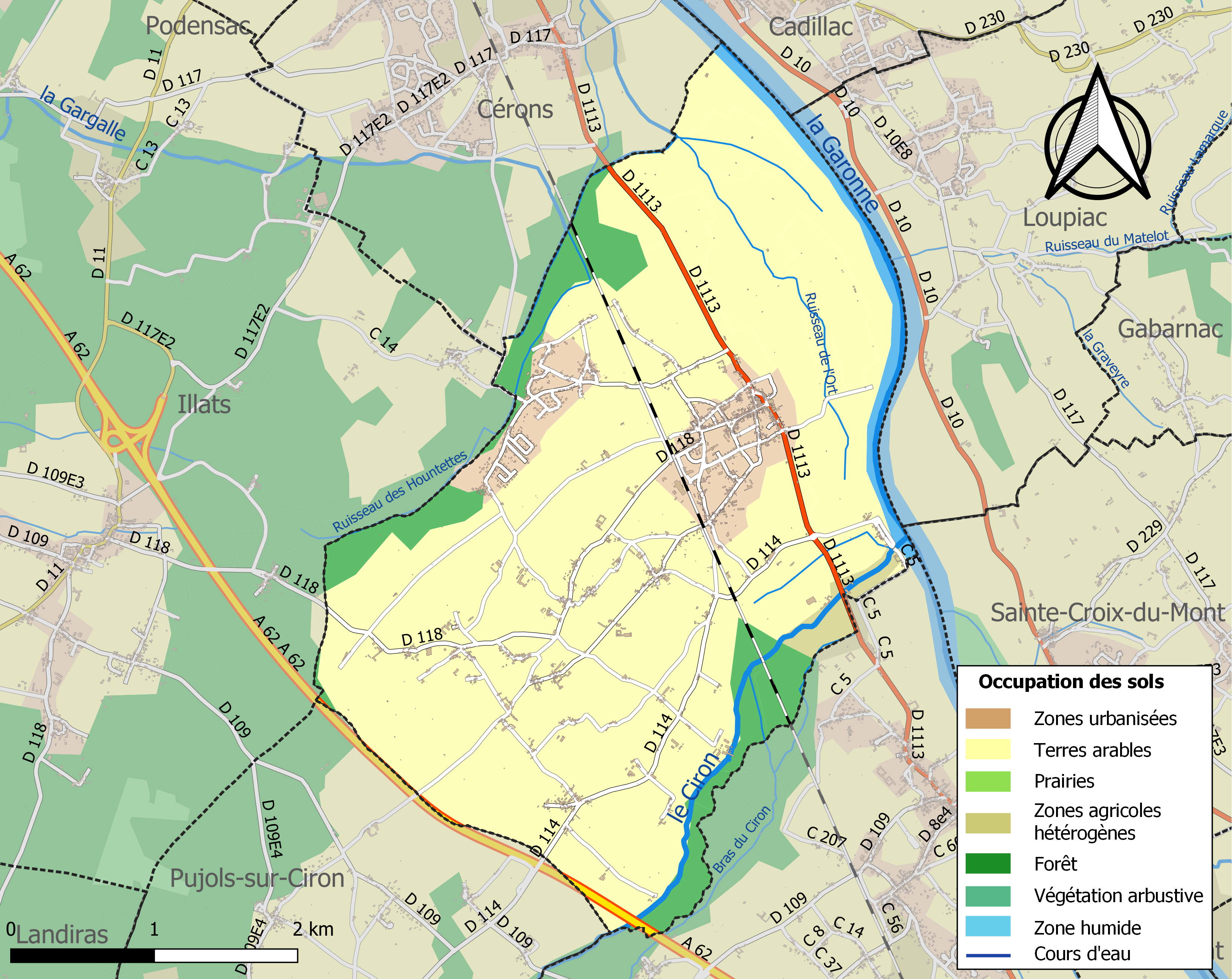
Kaart van de gemeente met belangrijkste infrastructuur, bodemgebruik en omliggende gemeenten

## Verkeer en vervoer
In de gemeente ligt de spoorweghalte Barsac.

## Demografie
Onderstaande figuur toont het verloop van het inwonertal (bron: INSEE-tellingen).